# Místní čas

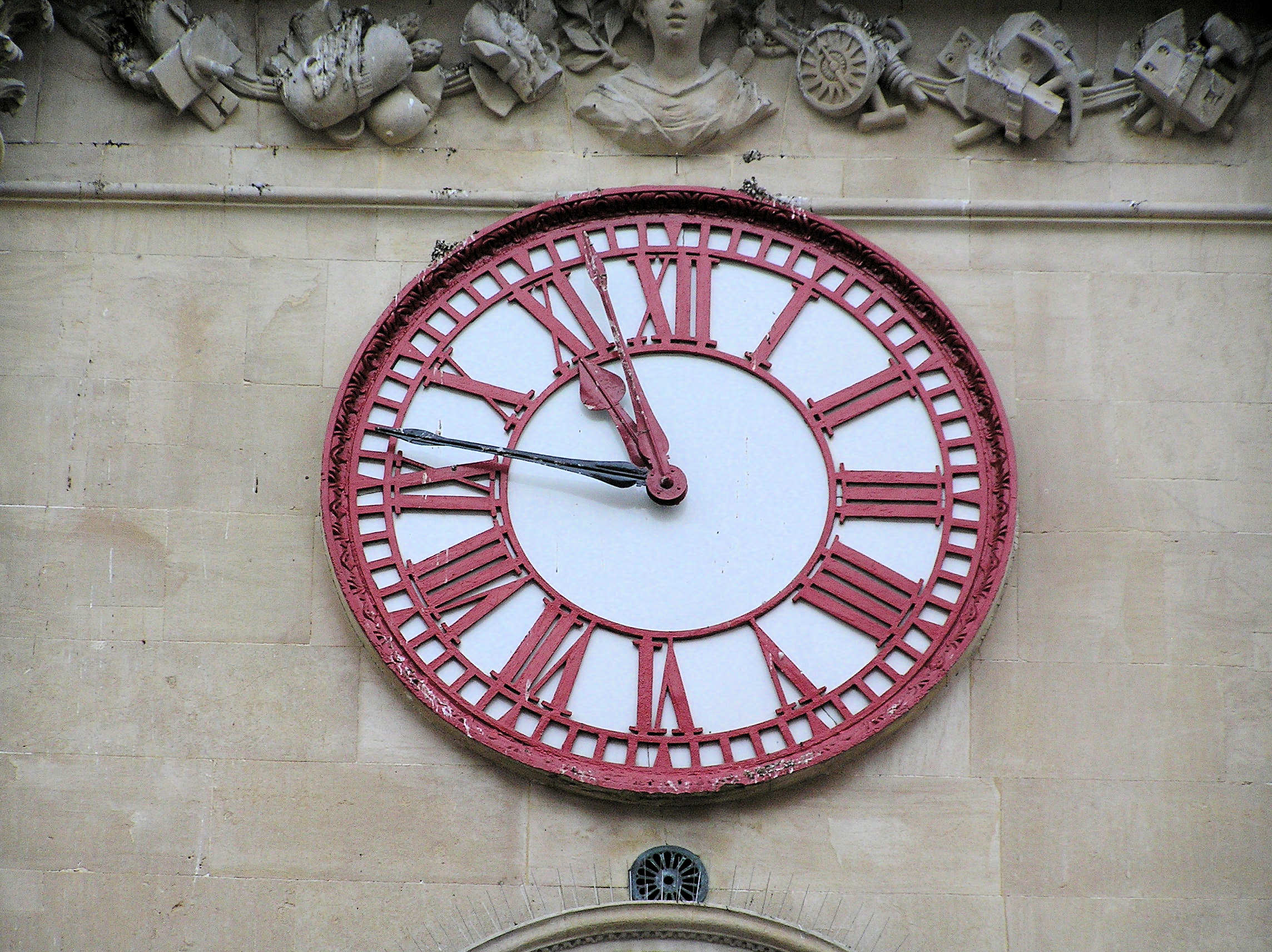
Hodiny na obilné burze v Bristolu mají dvě minutové ručičky, které jsou od sebe trvale vzdáleny o 11 minut: jedna z nich ukazuje pásmový londýnský (greenwichský) čas a druhá místní bristolský čas.

Místní čas je pravý nebo střední sluneční čas odpovídající určitému konkrétnímu místu. Místa ležící na shodném poledníku mají stejný místní čas. Místní čas se běžně používal v době před zavedením časových pásem, která byla ve většině civilizovaného světa postupně zaváděna od 80. let 19. století, v reakci na rozvoj železnice a telegrafu. Místní čas býval lokálně synchronizován hodinami na viditelných veřejných místech, například věžích nebo štítech domů, a akustickými časovými signály, které mohly být dávány vyzváněním, troubením, vyvoláváním, střelbou z děl, fanfárami, sirénami apod. Gnómón jako ukazatel poledne a polohy slunce byl využíván v různých kulturách již od starověku, hodinový stroj pak možnosti měření času zdokonalil. Dosah místního času tak byl zpočátku přirozeně omezen vzdáleností dohledu a doslechu. Vzhledem k dobovým možnostem dopravy a komunikace lidé až do 19. století v běžném životě neměli možnost vnímat časový posun mezi různými místy. 

## Ústup od používání místního času
Teprve s rozvojem moderních technologií, zejména přenosných a dostatečně přesných hodinových strojků, telegrafu a relativně rychlé dálkové dopravy začal působit problémy rozdíl mezi místními časy. Nejprve byly řešeny zvětšováním prostorového dosahu místního času regionálního centra, jímž mohlo být hlavní či jiné významné město či některá observatoř. 
Průkopníkem zavádění jednotných časů byla železnice, kde rozdíly v místních časech působily největší problémy, a to přesto, že v jejích počátcích se jízdní řády nepsaly s přesnosti na minuty. Například mezi krajními body habsburské monarchie však již časový posun tvořil kolem 40 minut, což již pro držitele kapesních hodinek byl zřetelný nesoulad a také provozní zaměstnanci dráhy museli být o tomto fyzikálním jevu speciálně školeni. Zpočátku byl jako jednotný čas pro určitou dráhu (železniční čas) uplatňován místní čas určitého místa – na některých tratích to byl místní čas výchozí stanice, na jiných tratích se užíval tzv. střední železniční čas, odpovídající místnímu času některé významné stanice zhruba uprostřed trati. Staniční hodiny byly před zavedením telegrafu denně seřizovány podle přesných přenosných hodinek převážených vlakem, případně byly vydávány tabulky pro přepočet mezi místními časy a železničním časem. Vzhledem k zavedení telegrafu byl například v roce 1849 na celé Severní dráze císaře Ferdinanda zaveden tzv. jednotný železniční čas. Správa Severní dráhy zpočátku odmítala, aby nástupiště byla vybavena veřejnými hodinami, s poukazem na to, že místní čas na hodinách by mátl železniční zaměstnance, pro které platil železniční čas. Některé železniční správy umisťovaly ve stanicích hodiny s minutovou ručičkou s dvojitým jazýčkem, z nichž jeden hrot ukazoval místní čas a druhý hrot průměrný železniční čas pro danou trať. V roce 1872 bylo železničním správám v Rakousku-Uhersku přikázáno, aby k jízdním řádům připojily tabulku, která se značkou + nebo – uváděla časové rozdíly mezi průměrným železničním časem a časem místním. V rámci dalšího sjednocování od roku 1876 platil pro všechny železniční stanice v habsburské monarchii na tratích západně od Krakova jednotný čas pražský a pro tratě na východ jednotný čas budapešťský. Například na bohumínské stanici měli i poté čtyři časové údaje: čas pražský (ve směru do Čech), budapešťský (na košicko-bohumínské dráze), berlínský (na trati do Německa) a místní. 
V roce 1847 byl v Anglii a Skotsku zaveden jednotný čas odpovídající místnímu času v Královské observatoři v Greenwichi v Londýně.
V roce 1850 projednávala vídeňská akademie věd otázku zavedení jednotného času na železnicích, roku 1852 bádenský profesor Erb tento problém nadnesl ve Spolku německých železničních správ (Verein Deutscher Eisenbahnverwaltungen, VDEV). Astronomové navrhovali, aby byl zaveden jednotný světový čas. O návrhu se jednalo na světovém kongresu v Římě v roce 1883, k dohodě však nedošlo, protože každý z účastníků prosazoval, aby světovým časem byl jeho místní čas.
V USA platilo v té době cca 75 různých časů. Na návrh W. F. Allense, sekretáře tzv. Railway Time Convention, předchůdce American Railway Association, byly od 18. listopadu 1883 dráhy v USA a Kanadě rozděleny na pět hodinových pásem po 15° zeměpisné délky, odvozených od greenwichského místního času, který v té době již 36 let byl jednotným časem pro Anglii a Skotsko. V říjnu 1884 se na světové konferenci ve Washingtonu 25 států dohodlo, že povrch Země bude rozdělen podél poledníků po 15° zeměpisné délky na 24 hodinových pásem odvozených od greenwichského času jako základního (světového). Japonsko při té příležitosti zavedlo pásmový čas, který měl za základ 135. poledník východně od Greenwiche. Švédsko zavedlo jednotný železniční čas podle 15. poledníku i pro běžný život. Zástupci Rakousko-Uherska a Německa byli na konferenci přítomni, ale o zavedení pásmového času se v těchto státech zatím jen diskutovalo a přibývalo odpůrců z řad škol, právníků, zemědělců, astronomů, vojáků, průmyslníků a majitelů slunečních hodin, kteří poukazovali na škody, které by jim zavedení pásmového času způsobilo. V Německu i v habsburské monarchii byl pásmový čas pro železniční, poštovní a telegrafní služby zaveden až v roce 1891, v Německu 1. června a v Rakousku-Uhersku 1. října 1891. Francie zpočátku neuznávala greenwichský nultý poledník a zavedla si svůj jednotný čas podle místního pařížského času, který si zachovala až do roku 1911. Ačkoliv pásmové časy byly zaváděny primárně pro železniční, telegrafní a poštovní služby, prosadily se vzápětí i v ostatních oblastech života. 
V poslední fázi před zavedením středoevropského času v českých zemích platil čas pražský, podle tzv. pražského poledníku, resp. Astronomické věže v Klementinu, což byl místní čas, který byl o 2 minuty a 18–19 sekund opožděný proti středoevropskému. Místní vídeňský čas (Sternwartenzeit) se posouval na středoevropský o 5 minut a 21 sekund zpět. Rozdíl nově zavedeného pásmového času oproti místnímu času byl předem oznámen veřejnosti na vývěskách a plakátech.
Mluví-li se v moderní době o místním čase, myslí se tím již častěji pásmový čas pásma, k němuž je dané místo přiřazeno, v protikladu ke světovému (greenwichskému) času (UTC), případně standardní čas v protikladu k sezonním posunům (letní čas, zimní čas). V historických dokumentech a záznamech až do sklonku 19. století však jsou časové údaje založeny zpravidla na místním čase.